# Franz Xaver Habermann
Franz Xaver Habermann (* 1721 in der Grafschaft Glatz; † 9. September 1796 in Augsburg) war ein deutscher Kupferstecher und Ornamentzeichner.

## Leben
Habermann beschäftigte sich zunächst mit der Bildhauerei, studierte dann in Italien und ging danach nach Augsburg, wo er 1746 die Bürgerrechte erhielt. Er arbeitete als Architekturzeichner und wurde der bedeutendste Ornamentstecher des Augsburger Rokoko. Mit seinen 600 Blättern gab er der Phantasie der Stuckateure, Maler und Kunsthandwerker festen Rückhalt. Bei dem Augsburger Verleger Johann Georg Hertel erschienen von ihm Verzierungen von Uhrengehäusen und Möbeln. 1781 wurde er  Lehrer für Architektur und Perspektive an der Zeichnungsakademie in Augsburg.